# Ушачі
Ушачі́ (біл. Ушачы) — селище міського типу в Вітебській області Білорусі. Адміністративний центр Ушацького району.
Населення селища становить 5,8 тис. осіб (2006).